# Шахин, Сыла
Сыла Шахин (на русском чаще упоминается как Сила Сахин) (тур. Sıla Şahin; 3 декабря 1985, Западный Берлин) — немецкая актриса турецкого происхождения, наиболее известная благодаря роли в немецкой мыльной опере «Хорошие времена, плохие времена». В мае 2011 года она снялась в журнале Playboy. В одном из интервью Сыла Шахин признавалась, что чувствует себя как Че Гевара, однако в другом признавалась, что не хотела бы быть Жанной д’Арк.

## Биография
Сыла Шахин родилась 3 декабря 1985 года в Западном Берлине, в семье турецких эмигрантов. Окончила Европейский театральный институт в Берлине. Шахин посещала уроки актёрского мастерства, а также занятия по балету.
Первой киноработой для Шахин стала драма «Преследуемый» (нем. Verfolgt), однако настоящий успех ей принесла роль в сериале «Хорошие времена, плохие времена».

### Playboy
Шахин снялась обнаженной для немецкого издания журнала Playboy в мае 2011 года и стала первой немкой турецкого происхождения, появившейся на обложке журнала. Её поступок вызвал негативную реакцию у некоторых членов её семьи. Радикальные мусульмане также негативно отреагировали на это событие, сопровождая свои гневные высказывания угрозами по отношению к актрисе.
Вопреки заявлению Флориана Бойтина, главного редактора немецкого Playboy, что Сыла Шахин не является мусульманкой («Сыла не мусульманка. Её отец не принадлежит к какой-либо [конфесии] и её мать христианка. И обложка Playboy с Сылой Шахин не является религиозным заявлением»), сама девушка хотя и не говорит о своей конфессиональной принадлежности, однако призналась, что её родители «конечно же, мусульмане». Внимание публики так же заинтересовал вопрос, является ли грудь Шахин настоящей. В одном из интервью актриса призналась, что её грудь — силиконовая.

## Личность и личная жизнь
С мая 2013 года встречалась с Илкаем Гюндоганом, однако в сентябре 2015 года пара рассталась. 8 июня 2016 года вышла замуж за футболиста Самуэля Радлингера, оба супруга взяли себе двойные фамилии - Шахин-Радлингер. 17 июля 2018 года у пары родился сын.